# Petro Rusak
Petro Romanowycz Rusak, ukr. Петро Романович Русак, ros. Пётр Романович Русак, Piotr Romanowicz Rusak (ur. 20 listopada 1970 w obwodzie iwanofrankowskim) – ukraiński piłkarz, grający na pozycji napastnika, trener piłkarski.

## Kariera piłkarska

### Kariera klubowa
W 1989 rozpoczął karierę piłkarską w Prykarpattia Iwano-Frankowsk. Po sezonie w drużynie Awtomobilist Iwano-Frankowsk powrócił do Prykarpattia Iwano-Frankowsk. W 1996 był zaproszony do Dynama Kijów, ale przez dużą konkurencję nie zagrał i zdecydował zmienić klub. Występował też w rosyjskim Czernomorcu Noworosyjsk oraz łotyszskim Dinaburgu Dyneburg. W 2002 przyszedł do Enerhetyka Bursztyn, w którym i zakończył karierę piłkarską w wieku 33 lat. Jest rekordzistą Prykarpattia w iłosci strzelonych bramek w Wyszczej Lidze Mistrzostw Ukrainy - 26 goli. W 1996 i 1998 (z Pawłem Iryczukem) był najlepszym strzelcem Prykarpattia.

## Kariera trenerska
Po zakończeniu kariery zawodniczej od 2004 rozpoczął pracę trenerską. Trenuje dzieci w SDJuSSzOR "Prykarpattia Iwano-Frankowsk". Oprócz tego występował w amatorskich zespołach Tepłowyk Iwano-Frankiwsk, Karpaty Jaremcze, Hałyczynatabak Iwano-Frankowsk.

## Nagrody i odznaczenia
- mistrz Pierwszej lihi Ukrainy: 1993